# Danielson (Connecticut)
Danielson is een plaats (borough) in de Amerikaanse staat Connecticut, en valt bestuurlijk gezien onder Windham County.

## Demografie
Bij de volkstelling in 2000 werd het aantal inwoners vastgesteld op 4265.
In 2006 is het aantal inwoners door het United States Census Bureau geschat op 4306, een stijging van 41 (1.0%).

## Geografie
Volgens het United States Census Bureau beslaat de plaats een oppervlakte van
3,2 km², waarvan 2,9 km² land en 0,3 km² water. Danielson ligt op ongeveer 84 m boven zeeniveau.

## Plaatsen in de nabije omgeving
De onderstaande figuur toont nabijgelegen 'incorporated' en 'census-designated' plaatsen in een straal van 16 km rond Danielson.